# Groupe 100 RAF

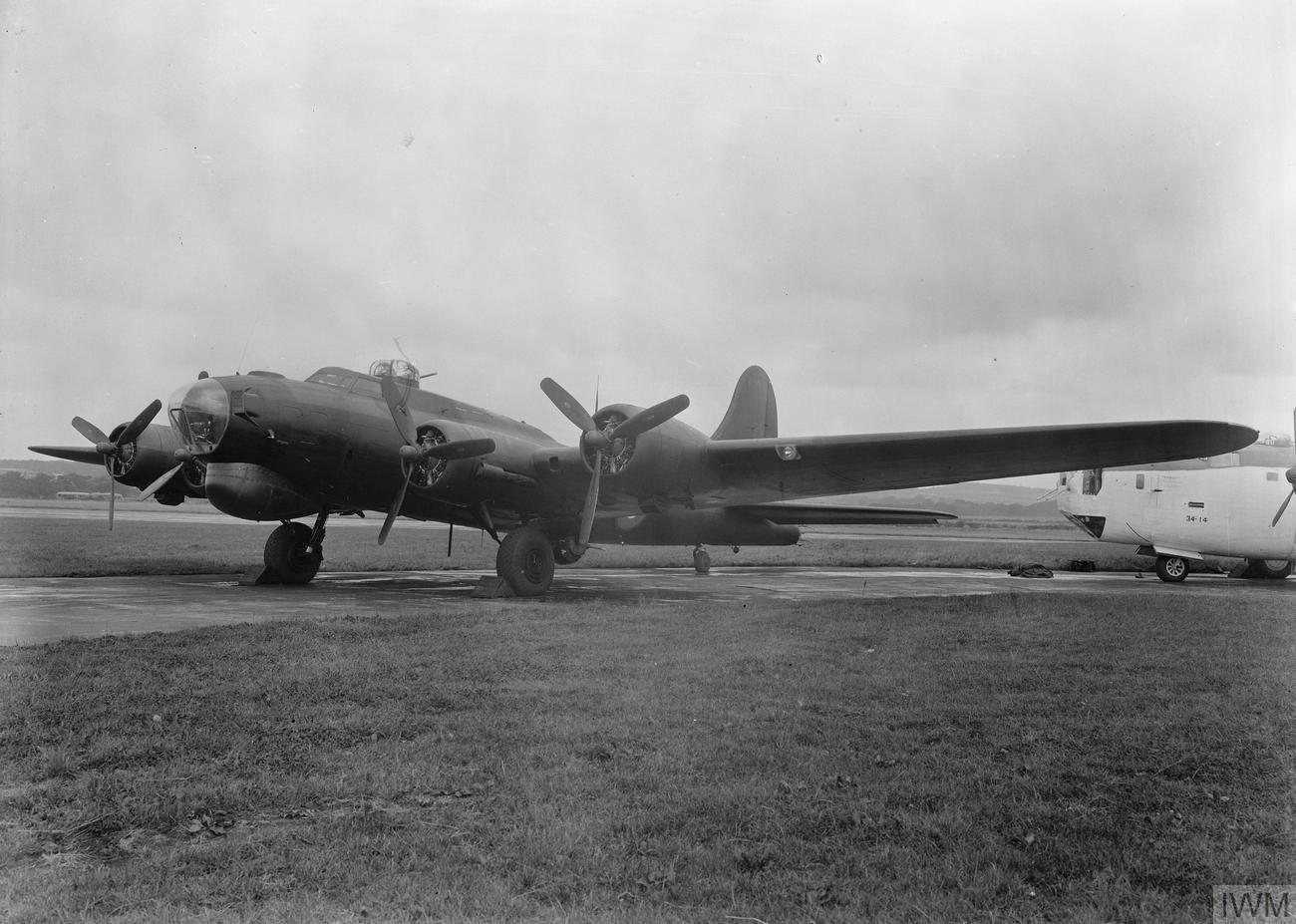
Forteresse volante du 214 Sqn RAF utilisée pour le brouillage radio et radar.

Le Groupe 100 (Bomber Support) de la Royal Air Force est un groupe spécialisé rattaché au Royal Air Force Bomber Command dont la mission était de mettre en œuvre des tactiques de protection des groupes de bombardiers attaquant le Reich et l'Europe occupée. Ces tactiques allaient du brouillage de la défense à l'attaque des chasseurs de nuit allemands.
Il est créé le 11 novembre 1943 et dissous à la fin du conflit. Il est basé dans l'Est de l'Angleterre, sur huit aérodromes de la région de Norfolk. Son commandant sera le Vice Air Marshal Edward Addison.

## Missions

### Brouillage de la défense du Reich

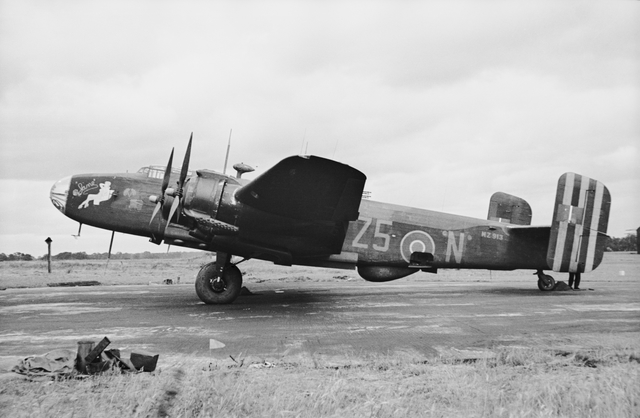
Un Handley Page HalifaxB Mark III du 462 Squadron de la Royal Australian Air Force. Sous son fuselage se trouve du matériel de brouillage radar et de contre-mesures.

Les unités du Groupe 100 mettent en œuvre les équipements suivants de guerre électronique : Mandrel (brouilleur), Airborne Grocer (brouilleur), Piperack (brouilleur), Perfectos (balise), Serrate (balise), Corona (trompeur), Carpet (brouilleur) et Lucero (balise), utilisés contre les équipements électroniques allemands comme les radars Liechtenstein, Freya et Würzburg utilisé pour la défense du Reich.

### Attaques contre la chasse de nuit nazie

#### Avant la formation du groupe 100
Si les premières mesures prises par les britanniques pour contrer la chasse de nuit allemande datent de mai 1942,, c'est au printemps 1943 que des actions de chasse sont liées aux raids de bombardement.
L'escadron 141, équipé de Beaufighters portant le dispositif Serrate, commence à patrouiller au-dessus des bases aériennes abritant des chasseurs de nuit nazis. En décembre, le 141 est rééquipé en Mosquitos et rattaché au Group 100.
En août 1943, sont mises en place les missions Mahmoud. Elles concernent des Mosquitos servant d'appât. Volant dans les régions où sévissent les chasseurs de nuit nazis, ils utilisent leur détecteur « Monica » pour être avertis de la présence d'un chasseur ennemi. Ils peuvent alors manœuvrer pour se placer derrière lui et l'abattre. Ces opérations sont menées par les « squadrons » 25 et 264.

## Composition du groupe

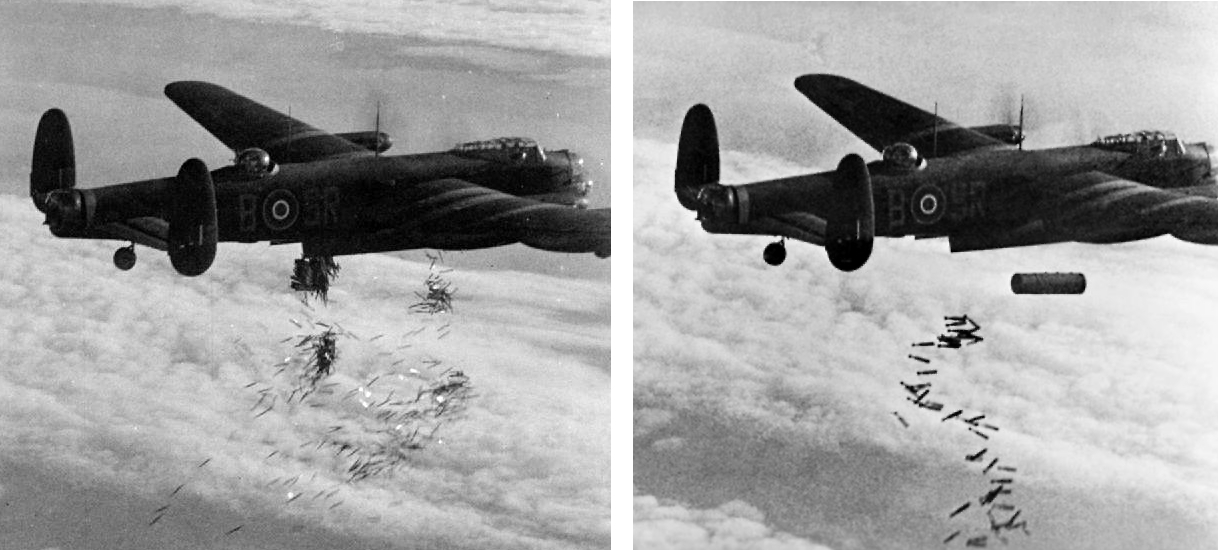
Lancaster B I NG128 bombardant Duisbourg le 14 octobre 1944. Les deux antennes verticales sur le fuselage montrent qu'il dispose du brouilleur Cigare.

Le groupe comprend environ 260 appareils, 140 d'entre eux étant des chasseurs-bombardiers Mosquito, le reste des Halifaxs, Stirlings, Wellingtons, B-17 et B-24 de guerre électronique. Pendant une courte période, le groupe alignera aussi des Beaufighters.
| Squadron   | Aircraft                                               | Date (1re opération) | Base                                     |
| ---------- | ------------------------------------------------------ | -------------------- | ---------------------------------------- |
| 192        | Mosquito II, B.IV, B.XVI, Wellington B.III, Halifax IV | en décembre 1943     | RAF Foulsham                             |
| 141        | Beaufighter VI, Mosquito II, VI, XXX                   | en décembre 1943     | RAF West Raynham                         |
| 239        | Mosquito II, VI, XXX                                   | 20 janvier 1944      | RAF West Raynham                         |
| 515        | Mosquito II, VI                                        | 3 mars 1944          | RAF Little Snoring, RAF Great Massingham |
| 169        | Mosquito II, VI, XIX                                   | 20 janvier 1944      | RAF Little Snoring                       |
| 214        | Fortress II, III                                       | 20/21 avril 1944     | RAF Sculthorpe, RAF Oulton               |
| 199        | Stirling III, Halifax III                              | 1er mai 1944         | RAF North Creake                         |
| 157        | Mosquito XIX, XXX                                      | en mai 1944          | RAF Swannington                          |
| 85         | Mosquito XII, XVII                                     | 5/6 juin 1944        | RAF Swannington                          |
| 23         | Mosquito VI                                            | 5/6 juillet 1944     | RAF Little Snoring                       |
| 223        | Liberator VI, Fortress II, III                         | en septembre 1944    | RAF Oulton                               |
| 171        | Stirling II, Halifax III                               | 15 septembre 1944    | RAF North Creake                         |
| 462 (RAAF) | Halifax III                                            | 13 mars 1945         | RAF Foulsham                             |

## Source
- (en) Cet article est partiellement ou en totalité issu de l’article de Wikipédia en anglais intitulé « No. 100 Group RAF » (voir la liste des auteurs).

- (en) Cet article est partiellement ou en totalité issu de l’article de Wikipédia en anglais intitulé « No. 100 Group RAF » (voir la liste des auteurs).